# Рузская улица
Ру́зская улица — улица в Западном административном округе города Москвы на территории района Тропарёво-Никулино. Расположена между улицей Коштоянца и Ленинским проспектом, параллельно проспекту Вернадского и улице Академика Анохина. Пересекает улицы Покрышкина и Тропарёвскую.
Домов по улице не числится. На улицу фактически выходят фасады зданий Российской академии государственной службы при Президенте Российской Федерации, Московского государственного университета тонких химических технологий им. М. В. Ломоносова, Московского педагогического государственного университета и Академии Генерального штаба. Все они имеют нумерацию по проспекту Вернадского (№ 84, 86, 88, 100, соответственно).

## Происхождение названия
Название перенесено с главной улицы села Тропарёво, по землям которого проходит улица. Главная улица села, именовавшаяся Московской, переименована в Рузскую в 1966 году «в честь воинов Советской армии, сражавшихся с немецко-фашистскими захватчиками в дни битвы под Москвой в районе города Рузы». Переименование произведено в рамках массового изменения названий одноимённых улиц, находившихся во включённых в 1960 году в состав Москвы населённых пунктах.

## Транспорт
В начале улицы находится станция метро «Юго-Западная», в конце улицы — станция метро «Тропарёво». По начальному участку улицы только от улицы Покрышкина до безымянного внутреннего проезда проходит автобус 461 (областной). По конечному участку улицы только от Тропарёвской улицы до Ленинского проспекта проходят автобусы м27, 890.